# ViàGuyane
Pour les articles homonymes, voir ATV et ATG.
ViàGuyane, anciennement Antenne Télévision Guyane (ATG) puis ATV Guyane, est une ancienne chaîne de télévision généraliste de proximité mixte française diffusée dans le département de la Guyane.

## Histoire de la chaîne
À la suite de la disparition d'Antenne Créole Guyane (ACG) le 28 janvier 2010, la Guyane ne comptait plus que deux chaînes de télévision, la chaîne publique Télé Guyane (future Guyane 1re), ainsi que la chaîne privée associative Kourou Télévision (KTV) créée en 2003 .
Le 18 janvier 2011, le Conseil supérieur de l'audiovisuel lance un appel aux candidatures pour un service de télévision locale en mode numérique sur un canal disponible du Réseau OM 1 dans le département de la Guyane. Il auditionne cinq candidats le 27 juin 2011 pour l'obtention de la fréquence et retient le projet Antenne Télévision Guyane (ATG) lors de son assemblée plénière du 19 juillet 2011.
Initialement prévu pour le 5 avril 2012, le lancement d'ATG sur la TNT est reporté au 28 mai 2012 à 17 h 00 car la chaîne rencontrait quelques difficultés pour recruter des journalistes,.
En avril 2014, la chaine a des difficultés à la suite de sa dette d'un million d'euros,, la société Antenne Télé Guyane SAS est mis en redressement judiciaire.
En août 2014, le tribunal de commerce de Cayenne, en suivant l'avis du Conseil Supérieur de l'Audiovisuel, décide la cession de l'activité à la société Guyane Média SAS, présidé par Marc Ho-A-Chuck (40% HMédia, 27,5% Omnis Groupe, 27,5% Machdeal Matériels et Equipements, 5% Gilles Vernet).
Après des désaccords entre les associés sur le rapprochement entre ATG et RDI Guyane (radio généraliste hertzienne), et à la suite d'une augmentation de capital, HMédia prend le contrôle du capital de Guyane Média SAS. En désaccord sur la stratégie à mener (changement de nom de la chaine, arrêt des principales émissions locales de proximité), Marc Ho-A-Chuck démissionne de la présidence le 30 juin 2015, au profit de Jean-Michel Hégésippe.
Le 21 septembre 2015, la chaîne passe dans le giron de Médias H, propriétaire des chaînes ATV Martinique et ATV Guadeloupe. ATG change alors de nom pour devenir ATV Guyane.
Le 21 décembre 2017 les trois chaînes du groupe et leurs structures sont de nouveau placées en redressement judiciaire par le tribunal de commerce de Fort-de-France.
En mai 2018, Médias du Sud, propriétaire de Vià, premier réseau national de chaînes locales privées et indépendantes en France, rachète au groupe Médias H Antilles Guyane ATV Guyane ainsi que les deux chaînes sœurs ATV Martinique, ATV Guadeloupe en situation de faillite depuis le début de l'année.
Les trois chaînes ATV rejoignent ainsi le Réseau Vià, lancé officiellement le 4 juillet 2018 et qui compte au total 22 chaînes locales (19 en Métropole et 3 en Outre-Mer). Dans le cas d'ATV Guyane, la chaîne est ainsi renommée ViàGuyane. La date de reprise des programmes est alors fixée au début de l'année 2019, et en attendant, la chaîne diffuse uniquement les programmes de ViàATV.
Fin mars 2019, une nouvelle audience concernant le cas ATV a eu lieu au tribunal mixte de commerce de Fort-de-France (Martinique) et à l'issue de cette dernière, le groupe Médias du Sud, propriétaire en partie du réseau Vià (dont fait partie la chaîne martiniquaise ViàATV) a fait savoir que les stations locales de Guadeloupe et de Guyane ont déposé le bilan afin d'alléger les frais de fonctionnement tout en supprimant le loyer, l'assurance et la structure de diffusion. Ceci a donc conduit à la liquidation des deux stations annexes de ViàATV dans les deux autres DFA, en vue d'une réimplantation future dans ceux-ci. Pour le moment, Médias du Sud se focalise uniquement sur la consolidation de la station régionale de Martinique.
La chaîne ViàGuyane ne verra finalement jamais officiellement le jour sur les ondes hertziennes et son autorisation d'émettre est abrogée par le CSA le 10 novembre 2020,.

## Identité visuelle

Logo d'ATG du 28 mai 2012 au 20 septembre 2015.
Logo d'ATV Guyane du 21 septembre 2015 à 2018.
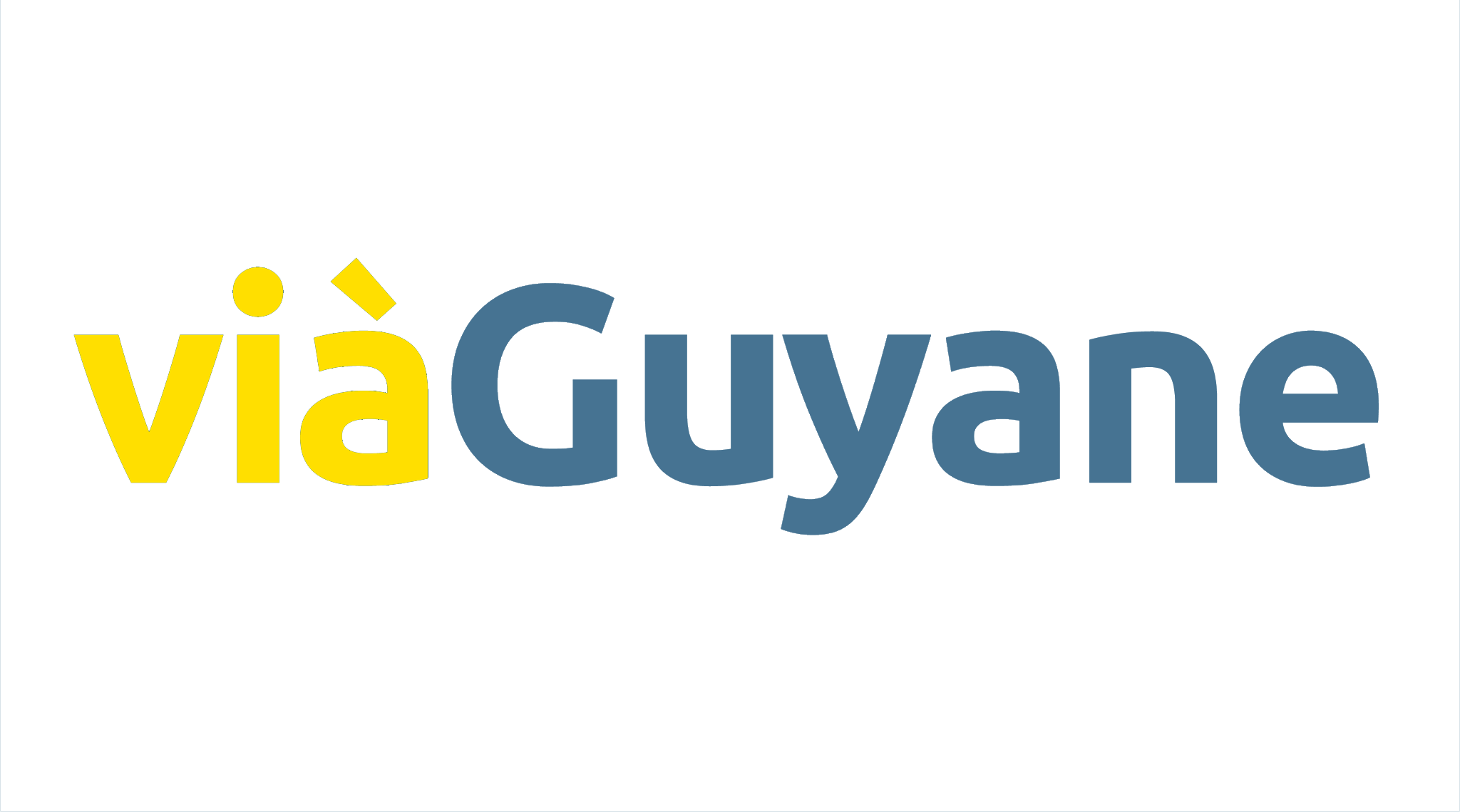
Logo du projet ViàGuyane en 2018.

## Slogan
- 2012-2015: « Une nouvelle étoile en Guyane »
- depuis 2015: « C'est ma télé ! »

## Organisation

### Capital
Antenne Télévision Guyane est une société par action simplifiées crée le 1er juillet 2011.
Guyane Média SAS est une société par action simplifiées crée le 26 juillet 2014.

### Siège
Le siège de ViàGuyane est installé sur un plateau de 250 m2 dans l'immeuble Les Verrières, situé à la Zone Collery à Cayenne.

## Programmes
ViàGuyane est une chaîne généraliste qui diffuse principalement des programmes locaux, ainsi que des programmes sélectionnés à partir des grilles des chaînes nationales privées TF1, M6 et TFX proposés à des horaires adaptés aux téléspectateurs guyanais. Un accord de mutualisation a été signé avec la chaîne privée ViàATV (Martinique) pour l'achat de programmes en syndication. Les programmes sont diffusés de 6h à 0h. Il y a 54 heures de production locale sur 105 heures hebdomadaires avec un journal télévisé de 25 minutes, un magazine d'info avec un invité du jour.

## Diffusion
ViàGuyane était diffusée dans le département de la Guyane française sur le second canal du multiplex ROM1 de la TNT sur huit émetteurs TDF (Maripasoula Bourg sur le canal 25, Saint-Georges Réservoir sur le canal 25, Cayenne Montagne du Tigre sur le canal 33, Saint-Laurent-du-Maroni Ville sur le canal 24, Kourou Pariacabo sur le canal 41, Sinnamary Corossony sur le canal 31, Apatou Réservoir sur le canal 25 et Mana Village sur le canal 40) au standard UHF PAL MPEG-4 et au format 16/9 SDTV.
Elle devait aussi être diffusée par satellite sur Canal+ Caraïbes et la TV d'Orange Caraïbes, par câble sur Numericable en Martinique et en Guadeloupe, ainsi que par télévision IP sur Mediaserv et OnlyBox.
La chaîne diffusait aussi, en direct, son journal télé du soir ainsi que son émission "face à face", sur sa page Facebook ATVGuyane
La chaîne n'est plus diffusée ni sur Facebook ni sur la TNT d'outre-mer après la liquidation judiciaire de la société Guyane Média prononcée par un jugement de mars 2019.